# Alberto Pomini
Alberto Pomini (Isola della Scala, 17 marzo 1981) è un ex calciatore italiano, di ruolo portiere, attuale preparatore dei portieri delle formazioni Under-16 e Under-15 del Modena.

## Carriera

### Inizi
Dopo una piccola parentesi nella squadra di paese, il Cadidavid, passa alle giovanili dell'Hellas Verona dove svolge tutta la trafila fino alla Primavera. Ha l'occasione di prendere parte, seppur in panchina, allo spareggio salvezza tra Reggina ed Hellas Verona del 24 giugno 2001.
Nell'estate del 2001 passa in prestito al San Marino, dove non trova spazio. Nell'annata successiva tuttavia colleziona 17 presenze. Nel 2003 passa al Bellaria con cui gioca 20 partite.

### Sassuolo
Nel 2004 trasferisce al Sassuolo, in Serie C2, ottenendo la promozione alla fine della stagione 2005-2006. Le presenze nell'anno della promozione sono 22 più 4 nei play-off.
La carriera prosegue nel Sassuolo e nel 2007-2008 la società modenese raggiunge la Serie B. Nelle due stagioni successive trova poco spazio, collezionando 8 presenze e perdendo la semifinale play-off col Torino. Nella stagione 2010-2011 Pomini si guadagna il posto da titolare e con 23 presenze contribuisce alla salvezza del Sassuolo.
Nel campionato 2011-2012 parte titolare sfiorando la Serie A persa ai play-off con la Sampdoria. Il 18 maggio 2013 vince il campionato di Serie B e conquista la storica promozione in Serie A con la squadra emiliana, guidata da Eusebio Di Francesco.
Nel campionato 2013-2014 esordisce in massima serie a 32 anni il 15 settembre 2013 in Hellas Verona-Sassuolo (2-0) della terza giornata di campionato, in questa stagione ricopre il ruolo di secondo portiere alle spalle di Gianluca Pegolo, però riesce a collezionare 3 presenze.
Invece nella stagione successiva dato l'infortunio di Pegolo è sempre secondo dietro ad Andrea Consigli stavolta gioca 4 partite subendo 4 gol.
Con la maglia del Sassuolo conta 211 presenze ufficiali e detiene il record di presenze consecutive (102) tra il 2010 e il 2012.
Nell'estate del 2015, durante la presentazione della squadra, Pomini e Francesco Magnanelli ricevono dal sindaco Claudio Pistoni le chiavi della Città di Sassuolo.
Il 29 giugno 2017, insieme al compagno Marcello Gazzola, rinnova per un altro anno il suo contratto con il Sassuolo.

### Palermo e Venezia
Il 7 agosto 2017 viene acquistato a titolo definitivo dal Palermo, squadra appena retrocessa dalla Serie A e firma un contratto biennale. Il 2 settembre esordisce in Brescia-Palermo 0-0 salvando più volte il risultato dagli attacchi avversari. Gioca poi altre 5 partite per sostituire il titolare Josip Posavec quando quest'ultimo, a causa di infortuni e convocazioni in nazionale under 21 del suo paese, non era disponibile. Nonostante il suo iniziale ruolo da chioccia, hanno sempre più convinto le sue poche prestazioni e, in virtù del rendimento altalenante del compagno croato, ha superato lo stesso Josip Posavec nelle gerarchie, divenendo titolare tra gli undici di Bruno Tedino.
Il 17 luglio 2019, rimasto svincolato dopo il fallimento della società rosanero, si accasa al Venezia, sottoscrivendo un biennale. Nell'estate 2021 lascia il club. Al termine della stagione, raggiunge la promozione in Serie A con il club lagunare.

### SPAL
Il 27 agosto 2021 trova l'accordo per una stagione con la SPAL, squadra della Serie B.L'anno successivo rinnova fino al giugno 2023. Al termine smette di giocare.

### Allenatore dei portieri
Immediatamente dopo aver smesso di giocare inizia la sua carriera da Allenatore di Portieri. Viene chiamato da Arrigoni ad affiancarlo nella rappresentativa della LegaPro.
Contemporaneamente ricopre il ruolo di preparatore dei portieri nel settore giovanile del Modena, specialmente nelle formazioni Under-16 e Under-15.
Il 29 marzo 2025, in occasione della sfida di Serie B tra il Modena e il Catanzaro, ricoprire il ruolo di preparatore dei portieri per la prima squadra gialloblù, a causa della squalifica per quella giornata di Andrea Rossi.

## Statistiche

### Presenze e reti nei club
| Stagione          | Squadra              | Campionato        | Campionato | Campionato | Coppe nazionali | Coppe nazionali | Coppe nazionali | Coppe continentali | Coppe continentali | Coppe continentali | Altre coppe | Altre coppe | Altre coppe | Totale | Totale |
| Stagione          | Squadra              | Comp              | Pres       | Reti       | Comp            | Pres            | Reti            | Comp               | Pres               | Reti               | Comp        | Pres        | Reti        | Pres   | Reti   |
| ----------------- | -------------------- | ----------------- | ---------- | ---------- | --------------- | --------------- | --------------- | ------------------ | ------------------ | ------------------ | ----------- | ----------- | ----------- | ------ | ------ |
| 2000-2001         | Hellas Verona        | A                 | 0          | 0          | CI              | 0               | 0               | -                  | -                  | -                  | -           | -           | -           | 0      | 0      |
| 2001-2002         | San Marino           | C2                | 0          | 0          | CI-C            | ?               | ?               | -                  | -                  | -                  | -           | -           | -           | 0      | 0      |
| 2002-2003         | San Marino           | C2                | 17         | -17        | CI-C            | ?               | ?               | -                  | -                  | -                  | -           | -           | -           | 17+    | -17+   |
| Totale San Marino | Totale San Marino    | Totale San Marino | 17         | -17        |                 | ?               | ?               |                    | -                  | -                  |             | -           | -           | 17+    | -17+   |
| 2003-2004         | Bellaria Igea Marina | C2                | 20         | -25        | CI-C            | ?               | ?               | -                  | -                  | -                  | -           | -           | -           | 20+    | -25+   |
| 2004-2005         | Sassuolo             | C2                | 16+1       | -21 + -1   | CI-C            | ?               | ?               | -                  | -                  | -                  | -           | -           | -           | 17+    | -22+   |
| 2005-2006         | Sassuolo             | C2                | 22+4       | -19 + -5   | CI-C            | ?               | ?               | -                  | -                  | -                  | -           | -           | -           | 26+    | -24+   |
| 2006-2007         | Sassuolo             | C1                | 14         | -12        | CI-C            | ?               | ?               | -                  | -                  | -                  | -           | -           | -           | 14+    | -12+   |
| 2007-2008         | Sassuolo             | C1                | 11         | -10        | CI-C            | ?               | ?               | -                  | -                  | -                  | SC-C1       | 1           | -1          | 12+    | -11+   |
| 2008-2009         | Sassuolo             | B                 | 1          | 0          | CI              | 1               | -2              | -                  | -                  | -                  | -           | -           | -           | 2      | -2     |
| 2009-2010         | Sassuolo             | B                 | 5+2        | -7 + -3    | CI              | 1               | -1              | -                  | -                  | -                  | -           | -           | -           | 8      | -11    |
| 2010-2011         | Sassuolo             | B                 | 23         | -22        | CI              | 2               | -3              | -                  | -                  | -                  | -           | -           | -           | 25     | -25    |
| 2011-2012         | Sassuolo             | B                 | 42+2       | -33 + -3   | CI              | 2               | -4              | -                  | -                  | -                  | -           | -           | -           | 46     | -40    |
| 2012-2013         | Sassuolo             | B                 | 41         | -39        | CI              | 2               | -1              | -                  | -                  | -                  | -           | -           | -           | 43     | -40    |
| 2013-2014         | Sassuolo             | A                 | 3          | -11        | CI              | 1               | -2              | -                  | -                  | -                  | -           | -           | -           | 4      | -13    |
| 2014-2015         | Sassuolo             | A                 | 4          | -4         | CI              | 3               | -3              | -                  | -                  | -                  | -           | -           | -           | 7      | -7     |
| 2015-2016         | Sassuolo             | A                 | 0          | 0          | CI              | 0               | 0               | -                  | -                  | -                  | -           | -           | -           | 0      | 0      |
| 2016-2017         | Sassuolo             | A                 | 0          | 0          | CI              | 0               | 0               | UEL                | 0                  | 0                  | -           | -           | -           | 0      | 0      |
| Totale Sassuolo   | Totale Sassuolo      | Totale Sassuolo   | 182+9      | -178 + -12 |                 | 12+             | -16+            |                    | 0                  | 0                  |             | 1           | -1          | 204+   | -207+  |
| 2017-2018         | Palermo              | B                 | 23+4       | -20 + -4   | CI              | 0               | 0               | -                  | -                  | -                  | -           | -           | -           | 27     | -24    |
| 2018-2019         | Palermo              | B                 | 5          | -7         | CI              | 0               | 0               | -                  | -                  | -                  | -           | -           | -           | 5      | -7     |
| Totale Palermo    | Totale Palermo       | Totale Palermo    | 28+4       | -27 + -4   |                 | 0               | 0               |                    | -                  | -                  |             | -           | -           | 32     | -31    |
| 2019-2020         | Venezia              | B                 | 4          | -7         | CI              | 0               | 0               | -                  | -                  | -                  | -           | -           | -           | 4      | -7     |
| 2020-2021         | Venezia              | B                 | 12         | -15        | CI              | 2               | -3              | -                  | -                  | -                  | -           | -           | -           | 14     | -18    |
| Totale Venezia    | Totale Venezia       | Totale Venezia    | 16         | -22        |                 | 2               | -3              |                    | -                  | -                  |             | -           | -           | 18     | -25    |
| 2021-2022         | S.P.A.L.             | B                 | 3          | -6         | CI              | 0               | 0               | -                  | -                  | -                  | -           | -           | -           | 3      | -6     |
| 2022-2023         | S.P.A.L.             | B                 | 3          | -4         | CI              | 0               | 0               | -                  | -                  | -                  | -           | -           | -           | 3      | -4     |
| Totale S.P.A.L.   | Totale S.P.A.L.      | Totale S.P.A.L.   | 6          | -10        |                 | 0               | 0               |                    | -                  | -                  |             | -           | -           | 6      | -10    |
| Totale carriera   | Totale carriera      | Totale carriera   | 259+13     | -279 + -16 |                 | 14+             | -19+            |                    | 0                  | 0                  |             | 1           | -1          | 277+   | -303+  |

## Palmarès

### Club

#### Competizioni nazionali
- Campionato italiano Serie C1: 1

Sassuolo: 2007-2008
- Supercoppa di Lega di Serie C1: 1

Sassuolo: 2008
- Campionato italiano di Serie B: 1

Sassuolo: 2012-2013